# Pertunmaa
Pertunmaa is een gemeente in de Finse provincie Oost-Finland en in de Finse regio Zuid-Savo. De gemeente heeft een landoppervlakte van 374,43 km² en telt 1.600 inwoners (2022).
In de zomerperiode wordt het aantal inwoners gedurende een aantal maanden verviervoudigd, vanwege de vele Finnen die een zomerhuisje in de gemeente bezitten.